# Reynoldsia pteropleuralis
Reynoldsia pteropleuralis är en tvåvingeart som beskrevs av Malloch 1934. Reynoldsia pteropleuralis ingår i släktet Reynoldsia och familjen husflugor. Inga underarter finns listade i Catalogue of Life.